# Sainte-Hélène (Saône-et-Loire)
Sainte-Hélène is een gemeente in het Franse departement Saône-et-Loire (regio Bourgogne-Franche-Comté) en telt 399 inwoners (1999). De plaats maakt deel uit van het arrondissement Chalon-sur-Saône.

## Geografie
De oppervlakte van Sainte-Hélène bedraagt 14,5 km², de bevolkingsdichtheid is 27,5 inwoners per km².
De onderstaande kaart toont de ligging van Sainte-Hélène (Saône-et-Loire) met de belangrijkste infrastructuur en aangrenzende gemeenten.

## Demografie
Onderstaande figuur toont het verloop van het inwonertal (bron: INSEE-tellingen).